# Житена питка
 Тази статия е за тестено ястие.  За приказката вижте Житената питка (приказка).  
Житената питка е традиционно ястие от българската кухня, приготвено от изпечено тесто в тава.
Питката се различава от пая по това, че няма пълнеж. Различава се от месеницата, козунака и погачата по това, че е съставена от едно парче. Житената питка е сходна с приготвяния по повод важни ритуали обреден хляб, като и двата вида тестени изделия имат украса натоварена със символизъм, слънце и др.

## Рецепта
Съставки:
- брашно – 1 кг
- мая – 20 г
- прясно мляко – за размиване на маята
- яйца – 3 броя
- олио – 2 с.л.
- захар – 1 с.л. + 1 щипка за маята

Приготвяне: За тесто от 1 кг брашно се използва малко топло прясно мляко или вода заедно с щипка сол. Оставя се да втаса. Пресято брашно се смесва с втасала мая, 2 цели яйца и 1 белтък, олио и захар, и се оставя да втаса на топло място. Тестото се разполага в намазана тава, а отделни парчета, разтеглени на ленти, се ползват за украса върху питката във формата на житни класове или др. форми. Оставя се за още 20 минути и се пече в умерено загряна фурна до готовност.

## В културата
Житената питка намира място в народното творчество в България, като едноименна приказка е записана от Ангел Каралийчев. Тя е един от символите на град Стражица, в който ежегодно се провежда Фестивал на житената питка. Празникът се отбелязва от 2012 г. в световния ден на хляба и прехраната – 16 октомври.